# Ужин с шутками
«Ужин с шутками» (итал. La cena delle beffe) — опера в четырёх действиях, написанная композитором Умберто Джордано. Либретто на итальянском написал Сэм Бенелли по мотивам своей одноимённой пьесы 1909 года. Премьера оперы состоялась 20 декабря 1924 года в оперном театре Ла Скала в Милане.
Опера рассказывает историю, происходящую во Флоренции времён Лоренцо Медичи, о соперничестве между Джаннетто Малеспини и Нери Кьярамантези за любовь Джиневры и жажде мести Джаннетто за жестокую шутку, устроенную Нери и его братом Габриэлло.

## Выступления
Премьера спектакля состоялась в Милане 20 декабря 1924 года в театре «Ла Скала» в постановке Джоваккино Форцано, где дирижёром выступил Артуро Тосканини, а главные роли исполнили Кармен Мелис в роли Джиневры и Иполито Лазаро в роли Джаннетто Маласпини. Декорации и костюмы были разработаны дизайнером Галилео Чини, который также отвечал за премьеру оригинальной пьесы Бенелли в 1909 году.
Премьера прошла с триумфальным успехом, когда дирижёра и актёрский состав 24 раза вызывали под занавес. За успехом в «Ла Скала» последовали выступления по всей Италии и за рубежом. В следующем году опера впервые была поставлена в «Ла Фениче» в Венеции и Комунале в Болонье. Премьера оперы в США состоялась в нью-йоркском Метрополитен-опера 2 января 1926 года с участием звёздного состава, в котором участвовали Фрэнсис Альда в роли Джиневры, Беньямино Джильи в роли Джаннетто и Титта Руффо в роли Нери.

## Роли
| Роль                       | Певческий голос | Исполнитель 20 декабря 1924 дирижёр: Артуро Тосканини |
| -------------------------- | --------------- | ----------------------------------------------------- |
| Джиневра                   | сопрано         | Кармен Мелис                                          |
| Джанетто Маласпини         | тенор           | Иполито Лазаро                                        |
| Нери Кьяpамантези          | баритон         | Бенвенуто Франчи                                      |
| Габриэлло Кьяpамантези     | тенор           | Эмилио Вентурини                                      |
| Торнаквинчи                | бас             | Фернандо Аутори                                       |
| Каландра                   | бас             | Джузеппе Менни                                        |
| Фасио                      | баритон         | Аристид Баракки                                       |
| Синтия                     | меццо-сопрано   | Джина Педрони                                         |
| Лапо                       | Тенор           | Пальмиро Доменикетти                                  |
| Врач                       | баритон         | Эрнесто Бадини                                        |
| Тринка                     | тенор           | Франческо Доминичи                                    |
| Лалдомина                  | меццо-сопрано   | Чесира Феррари                                        |
| Фьямметта                  | сопрано         | Лина Ланца                                            |
| Лизабетта                  | сопрано         | Цезарина (Цезира) Валобра                             |
| Певец                      | тенор           | Альфредо Тедески                                      |
| Слуги Торнаквинчи и Медичи |                 |                                                       |

## Сюжет
Первый акт
Дом Торнаквинчи. Лоренцо Медичи поручил Торнаквинчи устроить ужин в своём доме, надеясь на то, что им удастся заключить мир между враждующими Джанетто Маласпини и братьями Кьяpамантези — Нери и Габриэлло. Джаннетто приходит первым и рассказывает хозяину дома историю о том, как Нери увёл его возлюбленную Джиневру, а к этому ещё жестоко «пошутил» над ним: Нери с его братом Габриэлло связали Джанетто, засунули в его мешок и избили, после чего бросили в реку Арно. Джаннетто удалось выжить и он думает о мести.
Прибывают братья Кьяpамантези, а с ними Джиневра. Гости усаживаются за стол и во время разговора выясняется, что Габриэлло тоже влюблен в Джиневру. Джаннето же, видя, что Нери напился, предлагает тому раздеться и нагим, но в полном вооружении отправиться за приключениями в район Ваккеречча, пользующийся дурной славой. Когда вооруженный, но нагой Нери уходит, Джаннетто приказывает своему слуге Фацио отнести его одежду к нему домой и разнести по Ваккеречча слух о том, что Нери сошёл с ума.
Второй акт
Дом Джиневры на следующий день. Выйдя из комнаты, Джиневра слышит, как слуги сплетничают о Нери, рассказывая, что тот обезумел, устроил драку и был арестован. Джиневра не верит слугам, ведь Нери сейчас находится в её постели, где они с ним провели незабываемую ночь. В эту секунду из её комнаты появляется Джаннетто с одеждой Нери в руках. Всё становится на свои места: вечером, облачившись в одежду Нери, Джаннетто пришёл к Джиневре, которая в темноте перепутала его с Нери. Осознав, что произошло, Джиневра убегает в свою комнату. Сбежавший на свободу Нери врывается в дом Джиневры, обвиняет в случившемся Джаннетто и зовёт спрятавшуюся любовницу. Появляются люди Медичи и уводят Нери.
Третий акт
Подземелье замка Медичи. Появляются Джаннетто и врач. Врач сообщает, что для приведения Нери в чувства тому необходима встреча с теми, кого он когда-то обидел. Входит Габриэлло и слуге Фацио приходится постараться, чтобы защитить Джаннетто от нападок Габриэлло, ведь тот уверен, что за помешательством брата стоит Джаннетто. До этого Габриэлло приходил к Джиневре, но та не пустила его в дом.
Джаннетто раздумывает о следующем шаге своей мести. Слуги приводят Нери и привязывают его к стулу. Нери встречается с людьми, которых он когда-то обидел, среди них есть Лизабетта, соблазнённая и брошенная Нери. Девушка, любящая его до сих пор, понимает, что этот человек не лишался рассудка. Она решает ему помочь и советует Нери притвориться безобидным дурачком, она будет просить его освобождения и даст пристанище в своём доме.
Джаннетто замечает перемену в поведении Нери и начинает думать, что действительно свёл Нери с ума. Джанетто просит прощения у Нери, но тот продолжает играть безумца и не реагирует на слова собеседника. Джаннетто отпускает Нери с Лизабеттой и говорит ему, что этой ночью снова наведается к Джиневре.
Четвёртый акт
Дом Джиневры. Девушка ждёт Джаннетто, рассказал Габриэлло, что Джиневра любит его и этой ночью будет ждать его у себя. Появляется Нери, который, завидев Джиневру, грозно отправляет её в дом. Нери вбегает в дом, из которого раздаются женский и мужской крики. Выбежав из дома, он сталкивается с Джаннетто, который объясняет ему, что тот убил женщину и собственного брата, приняв его за врага. Осознавая, что Джаннетто снова его провёл, Нери действительно теряет рассудок. Обезумевший, он зовёт Лизабетту, а Джаннетто осознаёт, что «шутки» зашли слишком далеко и его победа над братьями не приносит ему радости, а оставляет наедине с горькими мыслями и раскаяньем.